# Sergiusz
Sergiusz – imię męskie pochodzenia łacińskiego, pierwotne nomen gentilicium (nazwisko rodowe) Sergius (gens Sergia). Ród Sergia był starym rodem patrycjuszowskim. Pochodzenie nazwy rodu nie zostało jednoznacznie wyjaśnione. Nie można wykluczyć źródła etruskiego, jak przy wielu nazwach rodów rzymskich.
Żeńskim odpowiednikiem jest Sergia.
Sergiusz imieniny obchodzi: 24 lutego oraz 8 września.
Data 9 września, występująca w niektórych kalendarzach, wynika z umieszczenia daty wspomnienia papieża Sergiusza I w tym dniu, zamiast 8 września, w  Martyrologium Adona. 
W innych językach:
- (ang.) Sergius
- (fr.) Serge
- (hiszp. • wł.) Sergio
- (ros.) Сергей (Siergiej)
- (białoruś) Сяргей (Siarhei)
- (ukr.) Сергій (Serhij)

## Osoby noszące imię Sergiusz
- św. Sergiusz I – papież
- św. Sergiusz z Radoneża – święty katolicki i prawosławny
- Sergiusz II – papież
- Sergiusz III – papież
- Sergio Agüero – argentyński piłkarz
- Sergi Barjuán – hiszpański piłkarz
- Sérgio Batata – polski piłkarz pochodzenia brazylijskiego
- Siergiej Bortkiewicz
- Sergi Bruguera – hiszpański tenisista
- Serhij Bubka
- Siergiej Eisenstein
- Sergio Ramos García – hiszpański piłkarz
- Sergio Goycochea – argentyński bramkarz
- Sarkis Howsepian – piłkarz ormiański
- Siergiej Jesienin
- Siarhiej Jorsz (ur. 1972) – białoruski historyk i dziennikarz
- Serge Lang – matematyk
- Sergio Leone – włoski reżyser filmowy, twórca gatunku tzw. spaghetti westernów
- Siergiej Łukjanienko
- Serhij Onopko (ur. 1973) – ukraiński piłkarz
- Sergio Pérez – meksykański kierowca wyścigowy
- Sergiusz Piasecki – polski pisarz
- Sergiusz Pinkwart – polski pisarz
- Siergiej Prokofjew – rosyjski kompozytor
- Siergiej Rachmaninow
- Sergio Romero – argentyński bramkarz
- Sergiusz Ryczel – komentator sportowy
- Sergiusz Sachno – polski fotograf portretu i aktu
- Siergiej Sirotkin – rosyjski kierowca wyścigowy
- Sergio Claudio dos Santos – brazylijski piłkarz, Serginho
- Sarkis Sarksjan – tenisista ormiański
- Sergiusz Sterna-Wachowiak – polski pisarz
- Siergiej Wołkow – rosyjski kosmonauta
- Siergiej Wołkow – rosyjski szachista
- Sergiusz Zahorski – polski Olimpijczyk
- Sergiusz Żymełka – polski aktor młodego pokolenia